# Bernd Barleben
Bernd Barleben (né le 1er janvier 1940 à Berlin) est un coureur cycliste allemand. Il a notamment été médaillé d'argent de la poursuite par équipes aux Jeux olympiques de 1960.

## Biographie
En 1960, Bernd Barleben, issu du SC Einheit Berlin (de), remplace Rolf Nitzsche au sein de l'équipe de poursuite par équipes de RDA. Avec Peter Gröning, Manfred Klieme et Siegfried Köhler, il gagne le match qualifiant pour l'équipe unifiée d'Allemagne aux Jeux olympiques de Rome. Barleben et ses coéquipiers sont battus en finale par l'équipe italienne et obtiennent la médaille d'argent.
Bernd Barleben est quatre fois champion de RDA de poursuite par équipes de 1961 à 1964, et champion de l'américaine en 1962, avec Manfred Klieme.
Après sa carrière de coureur, Bernd Barleben devient entraîneur au TSC Berlin, où il s'occupe notamment de Thomas Huschke.

## Palmarès sur piste

### Jeux olympiques
- Rome 1960
  -  Médaillé d'argent de la poursuite par équipes

### Championnats nationaux
- Champion de RDA de poursuite par équipes en 1961, 1962, 1963, 1964
- Champion de RDA de l'américaine en 1962

## Palmarès sur route
- 1960
  - Berlin-Cottbus-Berlin